# Distrito de Muqui

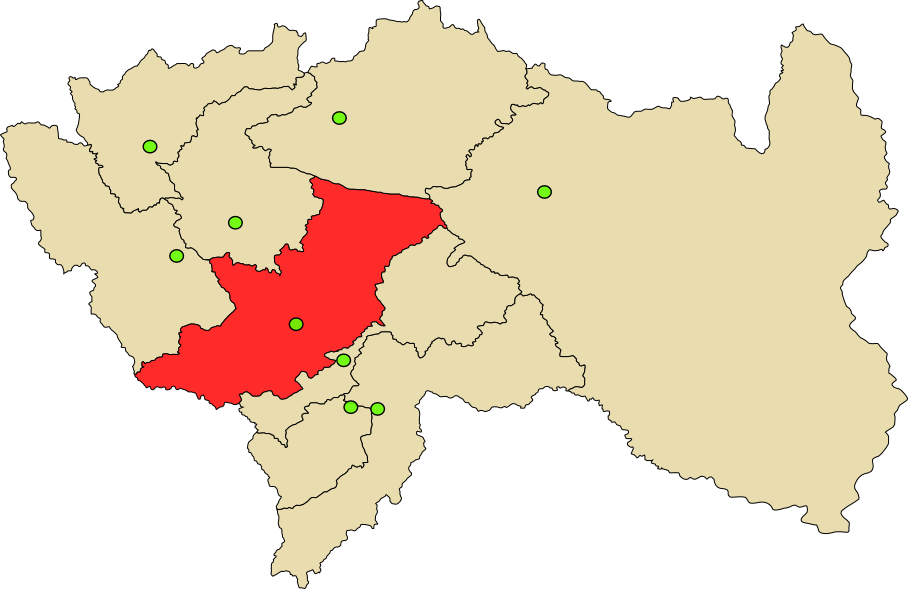
Provincia de Jauja en el Departamento de Junín

El distrito de Muqui es uno de los treinta y cuatro distritos que conforman la provincia de Jauja, ubicada en el departamento de Junín, bajo la administración del Gobierno Regional de Junín, en la sierra central de Perú.
Dentro de la división eclesiástica de la Iglesia Católica del Perú, pertenece a la Vicaría IV de la Arquidiócesis de Huancayo

## Historia
El distrito fue creado mediante Ley N.º 12333 promulgada el 10 de junio de 1955, en el gobierno del Presidente Manuel A. Odría, siendo Presidente de la Cámara de Senadores el señor Héctor Boza y Presidente de la Cámara de Diputados el señor Eduardo Miranda Sousa.
Muqui, hasta antes de su elevación a la categoría de Distrito, fue Anexo del Distrito de Muquiyauyo.
Su creación como Distrito fue resultado de una labor tenaz y permanente de sus hijos residentes en la Ciudad de Lima así como de muchos muquinos que desde el terruño apoyaban las gestiones de la Comisión que con dicho fin encabezaba el señor Santos Hinostroza Sosa.
El primer alcalde del Distrito de Muqui fue el ciudadano Wenceslao Salcedo Granados, para el  período 2007 - 2010 fue el ciudadano Hugo Munguía Silvera. Es necesario hacer mención a una heroína la señora Dolores Hinostroza Tiza quien cuando se encontraba ejerciendo el cargo de Alcaldesa fue asesinada en su propio domicilio por elementos subversivos pertenecientes a Sendero Luminoso.

## Geografía
La superficie del distrito de Muqui es 11,74 km²,  se encuentra a 3 332 m s. n. m., y tiene una población permanente de unos 1 171 habitantes. Se encuentra ubicado en la margen derecha del Valle del río Mantaro.
El Distrito de Muqui, que se encuentra a unos 15 minutos de la Ciudad de Jauja, tiene unas tierras muy productivas, y conjuntamente con los demás distritos que se encuentran ubicados en el hermoso y amplio Valle del Mantaro, constituye una zona de permanente producción agrícola, abasteciendo durante todo el año a la Ciudad de Lima y otras de la zona central del Perú con una gran variedad de productos entre los que se destacan: la papa, choclo (maíz), zanahorias, habas, trigo, arveja, cebada, alfalfa, y otros artículos de primera necesidad.  

## Capital
Su capital es el pueblo de Muqui

## División administrativa

### Barrios
Barrio Arriba. que comprende la parte norte del distrito, partiendo de la plaza de armas 
Barrio Abajo. que comprende la parte sur del distrito partiendo desde la plaza de armas 
Barrio La Florida. que comprende la parte central al este del distrito desde la acequia principal hasta orillas del río Mantaro

## Autoridades
- 2019 - 2022[2]
  - Alcalde: Percy Hernán Soriano Delzo
  - Regidores:Banco de Políticos Peruanos (enlace roto disponible en Internet Archive; véase el historial, la primera versión y la última).</ref>[3]
  - Alcalde: Fredy Luis Párraga Blas, Acción Popular (AP).
  - Regidores: Miguel Juan Caso Arauco (AP), Gladys Blas Casas (AP), Saúl Gustavo Parraguez Serpa (AP), Jesús Rubén Blas Damián (AP), Teodoro Víctor Amaya Sandoval (Perú Libre).
- 2007-2010
  - Alcalde: Hugo Hesiquio Munguía Silvera.

### Policiales
- Comisaría de Jauja
  - Comisario: Cmdte. PNP. Edson Hernán Cerrón Lazo.[4]

### Religiosas
- Arquidiócesis de Huancayo[5]
  - Arzobispo de Huancayo: Mons. Pedro Barreto Jimeno, SJ.
  - Vicario episcopal: Pbro. Hermann Josef Wendling SS.CC.
- Parroquia San Miguel Arcángel - Huaripampa[6]
  - Párroco: Pbro. Rufino Valeriano Huahuasoncco, SS. CC.

## Educación

### Instituciones educativas
- IE Primaria 30511 Virgen de las Mercedes

## Festividades
- Febrero: Carnavales
- Mayo: Fiesta de las Cruces
- Septiembre: Virgen de la Merced
- Julio: Campeonato 28 de Julio

## Turismo
En cuanto al folklore, Muqui cuenta entre sus bailes característicos con «la jija», «la tunantada», «el carnaval jaujino» y «los negritos de muqui» cuenta además con otros bailes que son comunes a todos los pueblos de la provincia de Jauja.